# Велика Градуса
Велика Градуса је насељено место у општини Суња, у Банији, Сисачко-мославачка жупанија, Република Хрватска.

## Историја
У Великој Градуси је 1806. године подигнута дрвена православна црква посвећена Сошествију св. Духа. Усташе су је спалиле 15. марта 1945. године. До нове територијалне организације налазила се у саставу бивше велике општине Сисак. Велика Градуса се од распада Југославије до августа 1995. године налазила у Републици Српској Крајини.

## Становништво
На попису становништва 2011. године, Велика Градуса је имала 87 становника.

### Ранији пописи становништва[1]
| година пописа | укупно |
| ------------- | ------ |
| 1857.         | 365    |
| 1869.         | 402    |
| 1880.         | 472    |
| 1890.         | 550    |
| 1900.         | 653    |
| 1910.         | 745    |
| 1921.         | 709    |
| 1931.         | 772    |
| 1948.         | 594    |
| 1953.         | 639    |
| 1961.         | 600    |
| 1971.         | 532    |
| 1981.         | 484    |
| 1991.         | 430    |
| 2001.         | 68     |

Разлог наглог смањења становништва 2001. године, у односу на 1991. годину, је тај, што је у хрватској војној операцији „Олуја" 1995. године прогнано српско становништво.

## Попис 1991.
На попису становништва 1991. године, насељено место Велика Градуса је имало 430 становника, следећег националног састава:
| Попис 1991.‍  | Попис 1991.‍  | Попис 1991.‍ | Попис 1991.‍ | Попис 1991.‍ |
| ------------ | ------------ | ----------- | ----------- | ----------- |
|              |              |             |             |             |
| Срби         | Срби         |             | 414         | 96,27%      |
| Југословени  | Југословени  |             | 7           | 1,62%       |
| Хрвати       | Хрвати       |             | 4           | 0,93%       |
| Словенци     | Словенци     |             | 1           | 0,23%       |
| неопредељени | неопредељени |             | 4           | 0,93%       |
| укупно: 430  |              |             |             |             |

## Знамените личности
- Слободан Станишић (рођен 1939), српски књижевник, драматург, сценариста, карикатуриста и стрипар
- Никола Вујчић (рођен 1956), српски књижевник и пјесник